# 尤拉赫坎查山 (聖托馬斯區)
14°45′41″S 72°25′15″W / 14.76139°S 72.42083°W
尤拉赫坎查山（Yuraq Kancha），是秘魯的山峰，位於該國南部庫斯科大區，由康瓊比維卡省的聖托馬斯區負責管轄，屬於萬索山脈的一部分，海拔高度5,000米。
1. ↑  escale.minedu.gob.pe - UGEL map of the Chumbivilcas Province (Cusco Region)